# Edmund Nowakowski
Edmund Nowakowski (ur. 22 lipca 1933 we wsi Brzeszczki Duże) – polski rzeźbiarz ludowy.
Wraz z rodzicami mieszkał w domu swoich dziadków. Jego wujowie trudnili się wykonywaniem z drewna różnych przedmiotów przydatnych w gospodarstwie, takich jak, cedzaki, czerpaki, kopańki itp. Od najmłodszych lat miałem w swoim otoczeniu drewno i mogłem go dobrze poznać ze strony fizycznej. Już od 9 roku życia zacząłem wycinać w drewnie różne zabawki, w których znajdowały się różne ptaki, zwierzęta a nawet postacie ludzkie - wspominał po latach.
Po wojnie ukończył szkołę podstawową w Rogowie i podjął naukę w Liceum Ogólnokształcącym w Rypinie. Z powodu choroby ukończył tylko 2 klasy. Od 1951 do 1953  r. pracował w Stoczniach Gdańskiej i Szczecińskiej, potem odbywał służbę wojskową. Po powrocie do rodzinnej wsi pracował na  roli wspólnie z rodzicami (gleba klasy V i VI). Dodatkowo podjął pracę w melioracji i w gromadzkiej radzie narodowej. 
W 1958 r. gdy powstawało Muzeum Etnograficzne w Toruniu, wykonał do niego trzy rzeźby: Matkę Boską Skępską, żołnierza i kobietę. Później miał wieloletnią przerwę w działalności artystycznej. Dopiero w 1969 r. spółdzielnia Art-Region z Sopotu zaproponowała mu współpracę. 
Zaczął rzeźbić za namową żony i ojca. Do pracy twórczej wykorzystywał długie wieczory zimowe, w ciągu kilku pierwszych lat wykonał prawie 700 różnych rzeźb. Został przyjęty do Stowarzyszenia Twórców Ludowych.
Tematyka jego prac jest bardzo różnorodna, rzeźbił postacie sakralne (krucyfiksy, Chrystus Frasobliwy, Pietà, Madonna z Dzieciątkiem, Matka Boska Skępska, różni święci), ludzi wsi, zwierzęta. Prac swoich z reguły nie malował, uważając, że najlepiej wygląda czyste drewno. Matkę Boską Skępską rzeźbił szczególnie często, namówiony do tego przez gwardiana klasztoru w Skępem, który pragnął ożywienia kultu cudownej figury w ludowych formach. 
Brał udział w licznych konkursach i wystawach oraz kiermaszach sztuki ludowej, zdobywał nagrody i wyróżnienia. Prace jego znajdują się w muzeach krajowych (Muzeum Etnograficzne w Toruniu, Muzeum Wsi Mazowieckiej w Sierpcu, Muzeum Mazowieckie w Płocku, Muzeum Ziemi Kujawskiej i Dobrzyńskiej we Włocławku, Muzeum Polskiej Sztuki Ludowej w Otrębusach, Muzeum Szlachty Mazowieckiej w Ciechanowie), kościołach, a także w zbiorach zagranicznych. Pisał także wiersze. W jesieni życia zamieszkał w Toruniu.